# Bellenot-sous-Pouilly
Bellenot-sous-Pouilly ist eine französische Gemeinde mit 230 Einwohnern (Stand: 1. Januar 2022) im Département Côte-d’Or in der Region Bourgogne-Franche-Comté. Sie gehört zum Kanton Arnay-le-Duc und zum Arrondissement Beaune.
Nachbargemeinden sind Éguilly im Nordwesten, Martrois im Norden, Civry-en-Montagne im Osten, Pouilly-en-Auxois im Süden, Thoisy-le-Désert im Südwesten und Chailly-sur-Armançon im Westen.

## Bevölkerungsentwicklung
| Jahr                       | 1962 | 1968 | 1975 | 1982 | 1990 | 1999 | 2008 | 2016 |
| -------------------------- | ---- | ---- | ---- | ---- | ---- | ---- | ---- | ---- |
| Einwohner                  | 219  | 233  | 178  | 183  | 188  | 198  | 212  | 238  |
| Quellen: Cassini und INSEE |      |      |      |      |      |      |      |      |

## Sehenswürdigkeiten

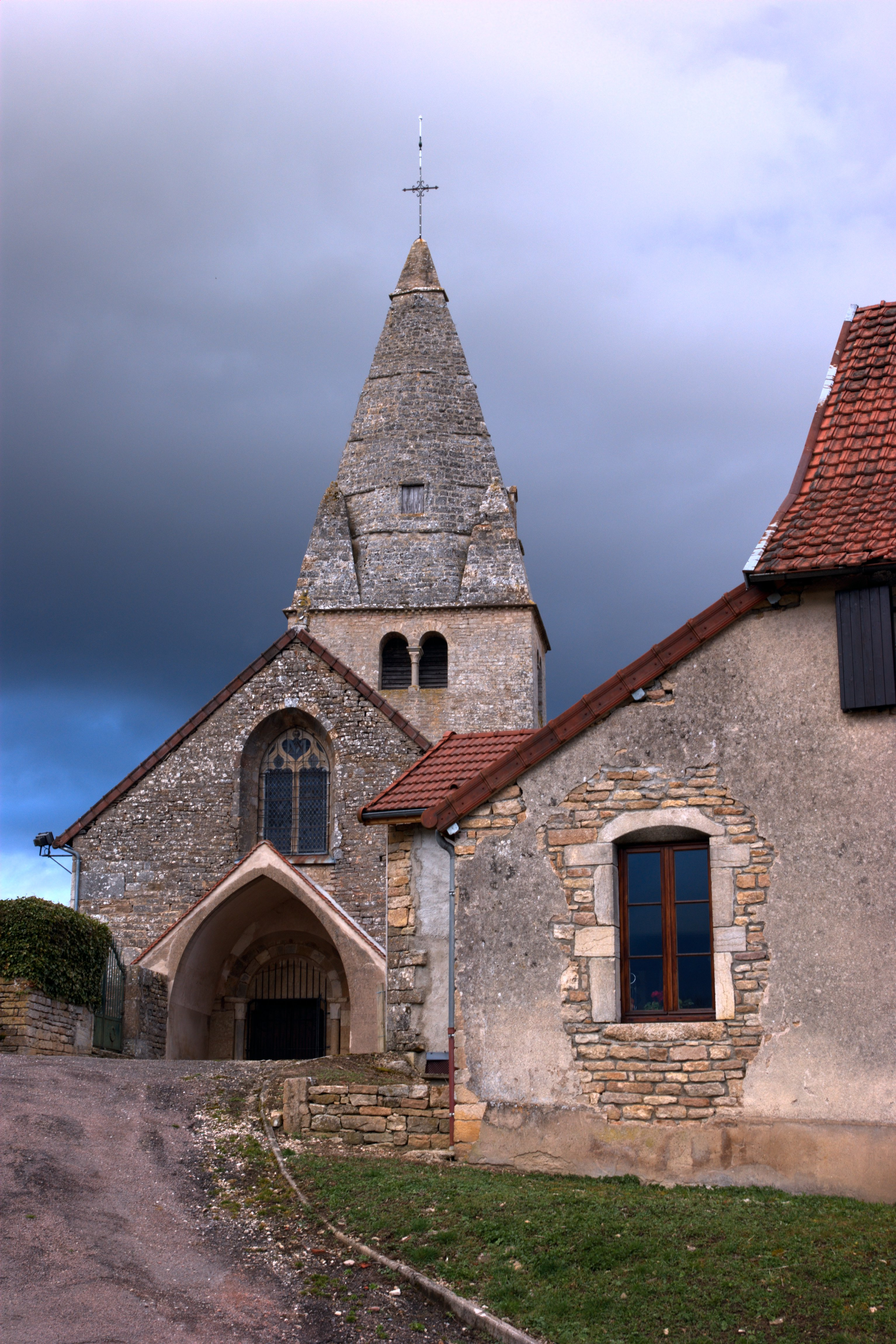
Kirche Saint-Martin

- Kirche Saint-Martin